# 雅罗斯拉夫·特勒克
雅罗斯拉夫·特勒克（1971年12月1日—），生于马丁，斯洛伐克男子冰球运动员。他曾代表斯洛伐克国家队参加2002年冬季奥林匹克运动会冰球比赛，获得第13名。